# Graus dels Mossos d'Esquadra
El cos dels Mossos d'Esquadra té els següents graus:
| Escala     | Rang          | Divisa | Organismes que pot comandar               |
| ---------- | ------------- | ------ | ----------------------------------------- |
| Superior   | Comissari     |        | Comissaries Generals, Divisions / Regions |
| Superior   | Intendent     |        | Divisions/Regions, Àrees                  |
| Executiva  | Inspector     |        | Àrees                                     |
| Intermèdia | Sotsinspector |        | Àrees, Unitats                            |
| Intermèdia | Sergent       |        | Unitats, Grups                            |
| Bàsica     | Caporal       |        | Grups                                     |
| Bàsica     | Mosso         |        |                                           |

## Major
Major és el màxim grau d'oficial a l'escala superior del cos dels Mossos d'Esquadra, immediatament superior al comissari segons l'article 18 de la llei 10/1994, de l'11 de juliol. Nomenat per lliure designació entre tots els comissaris, cal que faci un curs de formació a l'ISPC. Com a primer grau de l'escala superior, és el comandament més alt de la policia catalana. Li corresponen: el comandament, la direcció, l'orientació, la coordinació i la inspecció, al nivell superior, dels serveis policials. El grau va quedar vacant, sense cap membre del cos que l'ostentés, des de la dimissió, el 2007, de Joan Unió. El 2017 el comisari en cap Josep Lluís Trapero va ser nomenat major en reconeixement de la seva tasca. En l'actualitat hi ha obert un concurs intern per a l'elecció d'un nou major.

## Comissari/ària
Comissari és un grau d'oficial a l'escala superior. El comissari és superior a l'intendent i subordinat al major. Com a segon grau de l'escala superior, és el segon comandament més alt de la policia catalana. Li corresponen: el comandament, la direcció, l'orientació, la coordinació i la inspecció, al nivell superior, dels serveis policials. Les seves tasques directives consisteixen a comandar una regió policial, o una de les principals divisions del cos. També són comissaris els quatre caps de les comissaries generals dels Mossos. Tot i la creença popular, un comissari no és mai el cap d'una comissaria, perquè el seu grau és força més alt. Com que és un alt càrrec de la policia, l'ascens a comissari no es fa per oposicions sinó per lliure designació: el Departament d'Interior tria les persones que creu més idònies d'entre els intendents. Segons la legislació actual, però, el Departament està obligat a obrir la convocatòria també als comandaments de les altres forces de seguretat. Un cop triades les persones cal que passin un curs de formació a l'ISPC. Al 2019 el cos dels Mossos d'Esquadra tenia 21 comissaris.

### Comissari en cap
Comissari en cap no és una categoria o grau en l'escala de cos dels Mossos d'Esquadra, sinó la denominació del comissari al que, si és el cas, se li assigna el màxim comanament del cos, quant aquest càrrec no correspon a un major. El comissari en cap ostenta la màxima responsabilitat operativa al capdavant dels Mossos d'Esquadra des de 2008, amb el parèntesi dels mesos entre abril i octubre de 2017, en què el càrrec de cap dels Mossos d'Esquadra, va correspondre a Josep Lluís Trapero en la categoria o grau de major.
Llista de Comissaris en Cap
| #                            | Nom       | Nom                                  | Inici mandat                      | Fi mandat                            | Govern | Govern | Govern |
| ---------------------------- | --------- | ------------------------------------ | --------------------------------- | ------------------------------------ | --- | --- | --- |
|                              |           | Comissari Josep Milán i Sánchez      | 2007                              | 2013                                 | José Montilla i Aguilera | | 2006-2010 |
| Artur Mas i Gavarró          |           | Comissari Josep Milán i Sánchez      | 2007                              | 2013                                 | 2010-2012 | | |
| Artur Mas i Gavarró          | 2012-2016 | Comissari Josep Milán i Sánchez      | 2007                              | 2013                                 | | | |
| Artur Mas i Gavarró          |           |                                      | Major Josep Lluís Trapero Álvarez | 5 d'abril de 2013                    | 28 d'octubre de 2017 | | |
| Carles Puigdemont i Casamajó | 2016-2017 |                                      | Major Josep Lluís Trapero Álvarez | 5 d'abril de 2013                    | 28 d'octubre de 2017 | | |
|                              |           | Comissari Lluís Ferran López Navarro | 28 d'octubre de 2017              | 14 de juny de 2018                   | Nomenat per una ordre del Ministeri de l'Interior, després de la destitució de Josep Lluís Trapero, en virtut de l'aplicació de l'article 155 de la Constitució Espanyola. | Nomenat per una ordre del Ministeri de l'Interior, després de la destitució de Josep Lluís Trapero, en virtut de l'aplicació de l'article 155 de la Constitució Espanyola. | Nomenat per una ordre del Ministeri de l'Interior, després de la destitució de Josep Lluís Trapero, en virtut de l'aplicació de l'article 155 de la Constitució Espanyola. |
| Joaquim Torra i Pla          |           | Comissari Lluís Ferran López Navarro | 28 d'octubre de 2017              | 14 de juny de 2018                   | 2018-2021 | | |
| Joaquim Torra i Pla          |           |                                      | Comissari Miquel Esquius i Miquel | 10 de juliol de 2018                 | 2018-2021 | 3 de juny de 2019 | |
| Joaquim Torra i Pla          |           |                                      | Comissari Eduard Sallent i Peña   | juny de 2019                         | 2018-2021 | 12 de novembre de 2020 | |
| Joaquim Torra i Pla          |           |                                      | Major Josep Lluís Trapero Álvarez | 12 de novembre de 2020               | 2018-2021 | 20 de desembre de 2021 | |
| Pere Aragonès i Garcia       |           | 2021-2024                            | Major Josep Lluís Trapero Álvarez | 12 de novembre de 2020               | | 20 de desembre de 2021 | |
| Pere Aragonès i Garcia       |           | 2021-2024                            |                                   | Comissari Josep Maria Estela i Ribes | 20 de desembre de 2021 | 17 d'octubre de 2022 | |
| Pere Aragonès i Garcia       |           | 2021-2024                            |                                   | Comissari Eduard Sallent i Peña      | 17 d'octubre de 2022 | En el càrrec | |

## Intendent/a
Intendent és un grau policial. El seu femení és intendenta. És el grau més baix de l'escala superior del cos dels Mossos d'Esquadra, la policia de la Generalitat de Catalunya. L'intendent està per sobre de l'inspector i subordinat al comissari. L'ascens a intendent es fa a través d'oposicions. Com a grau de l'escala superior li corresponen: el comandament, la direcció, l'orientació, la coordinació i la inspecció, en el nivell superior, dels serveis policials. Pot dirigir des d'Àrees concretes (com per exemple les comissaries més importants del país) a Divisions o Regions Policials senceres que enquadrin diverses àrees en el seu si. Al 2019 el cos dels Mossos d'Esquadra tenia 47 intendents.

## Inspector/a
L'Inspector és l'únic grau que hi ha a l'escala executiva del cos dels Mossos d'Esquadra. L'inspector és superior al sotsinspector i subordinat a l'intendent. L'ascens a inspector es fa mitjançant oposicions. Com a grau de l'escala executiva li corresponen la gestió de les diverses àrees i unitats dels mossos d'esquadra i, si s'escau, el comandament de l'activitat policial. Aquest grau dirigeix gairebé la majoria d'àrees del cos, com per exemple les comissaries comarcals o de ciutats importants (Àrea Bàsica Policial), o les àrees d'investigació, o aquelles àrees on cal una formació tècnica especial. Tot i la creença popular, a la policia catalana un inspector no és qui fa les investigacions, perquè d'això se n'ocupen els investigadors, els quals són una especialitat i no cap grau. Al 2019 el cos dels Mossos d'Esquadra tenia 130 inspectors.

## Sotsinspector/a
Sotsinspector és un grau de l'escala intermèdia, superior al sergent i subordinat a l'inspector. L'ascens a sotsinspector es fa a través d'oposicions. Com a grau "operatiu" més alt de l'escala intermèdia li corresponen: "el comandament operatiu i la supervisió de les tasques executives de les unitats, els grups i els subgrups policials." Actualment hi ha sotsinspectors que fins i tot s'encarreguen d'Àrees senceres dels Mossos. Al 2019 el cos dels Mossos d'Esquadra tenia 377 sotsinspectors.

## Sergent/a
Sergent és un grau policial del cos dels Mossos d'Esquadra, el sergent és un grau de l'escala intermèdia, superior al caporal i subordinat al sotsinspector. L'ascens a sergent es fa a través d'oposicions. Com a grau de l'escala intermèdia li corresponen "el comandament operatiu i la supervisió de les tasques executives de les unitats, els grups i els subgrups policials." Al 2019 el cos dels Mossos d'Esquadra tenia 909 sergents.

## Caporal/a
Caporal és un grau policial dels Mossos d'Esquadra. El caporal és un grau de l'escala bàsica, superior a l'agent o mosso, i subordinat al sergent. Com a membre destacat de l'escala bàsica és el responsable de liderar els seus companys. L'ascens a caporal es fa a través d'oposicions. Com a grau de l'escala bàsica li corresponen: "les tasques executives derivades del compliment de les funcions policials, i les funcions de comandament d'un o més funcionaris de la mateixa escala en els diferents serveis policials." Al 2019 el cos dels Mossos d'Esquadra tenia 2.571 caporals.